# Доброшув-Олесніцький
Доброшув-Олесніцький (пол. Dobroszów Oleśnicki) — село в Польщі, у гміні Длуґоленка Вроцлавського повіту Нижньосілезького воєводства.
Населення — 182 особи (2011).
У 1975-1998 роках село належало до Вроцлавського воєводства.

## Демографія
Демографічна структура станом на 31 березня 2011 року:
|          | Загалом | Допрацездатний вік | Працездатний вік | Постпрацездатний вік |
| -------- | ------- | ------------------ | ---------------- | -------------------- |
| Чоловіки | 97      | 30                 | 59               | 8                    |
| Жінки    | 85      | 19                 | 49               | 17                   |
| Разом    | 182     | 49                 | 108              | 25                   |